# 2014年于田地震

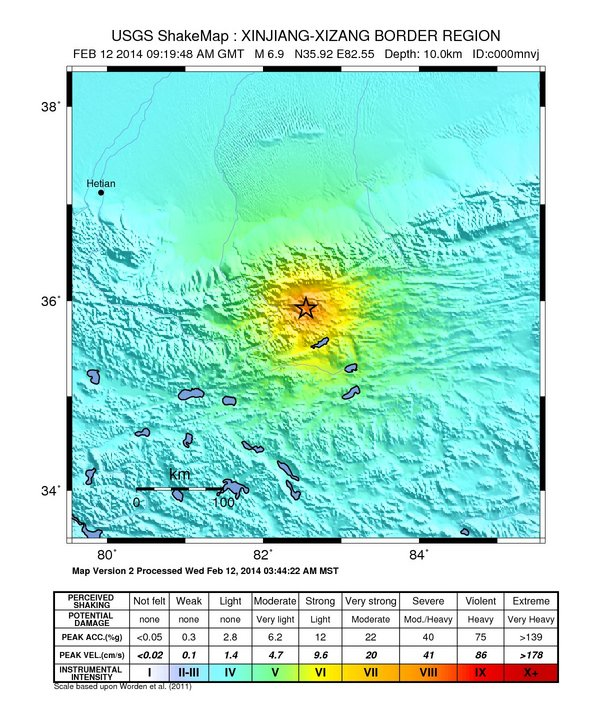
2014年2月12日中国新疆维吾尔自治区于田县地震烈度图

2014年于田地震是发生于2014年2月12日17时19分的地震，震中位于新疆维吾尔自治区和田地区于田县，震级为7.3级，震源深度12千米。由于地震波及地区人烟稀少，所以并没有造成人员伤亡，但是地震仍然造成多间房屋损坏并且导致喀和铁路和田至墨玉区间短暂封闭，18时52分恢复运行。

## 经过
该次地震发生之前，当地曾于2月11日10时14分发生了一次5.4级的地震。
强震後，截至2月14日10：00共记录到1758次余震，其中较大的有2月12日17时24分发生的5.7级和17时26分发生的4.2级。

## 影响
地震的震中位于和田地区于田县下属的阿羌乡，且阿羌乡的政府距离震中有约50公里，使得于田县城和阿羌乡震感强烈。阿克苏地区距离震中大约400公里，当地的居民也感受到了强烈震感。
官方的消息称，于田地震造成的灾害涉及和田地区的6个县和1个区，受灾群众超过40万人，且有超过20万间房屋损坏，其中于田县的政府办公楼出现了裂缝。和田地区的部分道路封闭，喀和铁路的和田至墨玉区间也被短暂封锁。
尽管如此，灾区没有发生大范围停电，通讯和网络也没有中断。截止2月24日，于田地震未造成人员伤亡，受灾群众生活已经恢复正常。

## 处理与救援
地震发生后，新疆民政部门启动了三级救灾响应并调拨了救灾物资，新疆地震局拟派出超过20人的工作队赴现场，中共中央总书记习近平、国务院总理李克强均做出了指示和批示。